# Maldives
La República de les Maldives és un estat format per un grup d'atols a l'oceà Índic, al sud-oest de l'Índia. La capital és Malé a l'illa del mateix nom. L'aeroport internacional està a l'illa veïna d'Hulule. Hi ha 19 atols en total però hi ha altres illots, esculls i bancs d'arena; els illots i atols estan separats per canals que permeten la navegació a vaixells menors i sovint a grans vaixells (sempre entre atols). El nom natiu és Mahaldib i derivaria del principal atol Male i de dwipa (que en sànscrit vol dir illa). País insular situat a l'oceà Índic al sud-oest de Sri Lanka i l'Índia, al sud d'Àsia, constituït per 2.000 illes, de les quals 203 estan habitades, localitzades al voltant de 450 km al sud de la península del Deccan.
Posseeix un clima tropical i humit amb una precipitació aproximada de 2000 mm a l'any. L'islam és la religió predominant, el qual va ser introduït el 1153. Va ser una colònia portuguesa (1558), holandesa (1654) i britànica (1887). El 1953 va intentar establir una república però pocs mesos després es va reimposar el Sultanat de les Maldives. Va obtenir la independència el 1965 i el 1968 va ser reinstaurada la república, però en 38 anys com a tal, només ha tingut dos presidents, encara que les restriccions polítiques han disminuït recentment. És el país menys poblat d'Àsia i el menys poblat entre els països musulmans.
És un dels menors països asiàtics tant en termes de població com d'extensió. Amb una mitjana d'1,5 msnm, és així mateix el país més baix del món. També és el que presenta l'altura màxima menys elevada del món, a 2,5 m, una característica que el fa particularment vulnerable a la pujada del mar.

## Història

### Període preislàmic i edat mitjana
Els primers pobladors de les illes eren de llengües dravídiques. Pappos (Pappus) d'Alexandria parla de les illes al final del segle iv i diu que eren 1.370 i depenien de Ceilan. Fa Hian al segle v parla d'un centenar d'illes dependents de Ceilan. Cosmes Indicòpleustes les esmenta al segle vi i diu que estaven habitades. Sulayman escrivia al segle ix i les anomenava Dybadjat i afegeix que tenien una reina; al segle xi al-Biruni anomena als habitants Dyvah. A partir del segle iii va arribar el budisme al país, amb un rei mític anomenat Koimala, substituint a l'hinduisme vigent fins aleshores. El budisme hauria estat predominant fins al segle xii però no cal dubtar que d'ençà el segle VII comerciants àrabs i perses van estar a les illes. Als segles x i xi alguns dels atols del nord haurien caigut sota influència política i cultural dels sobirans coles Rajaraja I i Rajendra I, que eren hinduistes. En aquest temps una comunitat barreja d'àrabs i maldivians, probablement petita, es va desenvolupar a Malé paral·lela als moppiles del Malabar i altres llocs del litoral de l'oceà Índic. Aquesta comunitat va exercir una influència econòmica, política i cultural desproporcionada pel seu nombre.
Segons el Tarikh maldivià, una crònica datant de l'inici del segle xviii, el darrer rei budista de les Maldives que portava el biruda (qualificatiu) cingalès de Siri Bavanaditta, fou convertit a l'islam per un musulmà que visitava les illes el dia 7 de juliol de 1153, després del qual va adoptar nom i títol musulmà: Sultan Muhammad al-Adil. No obstant això, aquests fets són incerts. Ibn Battuta va estar a les illes el 1343 i el 1344 (i un altre cop el 1346) i es va casar amb una de les filles d'un dels wazirs locals i segons Ibn Battuta la conversió a l'islam s'hauria fet vers el 1200 i el seu autor hauria estat un xeic magrebí de nom Abu al-Barakat al-Barbari membre del madhhab maliquita. Segons el Tarikh el visitant persa autor de la conversió fou el xeic Yusuf Shams al-Din Tabrizi (per la seva nisba era segurament persa o turc). Avui dia s'ha reconegut oficialment a Abu al-Barakat com l'autor de la conversió i la seva tomba, al barri d'Henveru a Malé, és la més venerada del país. No obstant això, algunes dades epigràfiques determinarien que el verdader autor de la conversió fou Shams al-Din. Tant el Tarikh com la Rihla d'Ibn Battuta, diuen que la població va acceptar ràpidament la nova religió, però algunes traduccions recents mostren que això no fou així plenament. Un segle i mig després de la suposada conversió el sultà va haver d'enviar una expedició per aplanar a un "rei infidel" (doncs segurament budista) al sud de l'arxipèlag, segons es diu en una loma fanu (dedicatoria en placa de bronze) a la mesquita Bodugalu de Malé. En tot cas al final del segle xiii la conversió es pot donar per feta.

### Edat moderna
Els portuguesos van arribar a les illes el 1506 i hi van exercir una mena de vaga sobirania. Interessos comercials els van portar a una ocupació efectiva breu però destructiva del 1558 al 1573. Segons les inscripcions Malé va passar sota dominació dels odiats "Adiri Adiri" i la mar va esdevenir vermella de la sang musulmana. Els maldivians es van organitzar en guerrilles dirigides per Muhammad Bodu Takurufanu, fill del khatib d'Utim, al nord de les illes. El 1573 els portuguesos es van veure forçats a retirar-se i Takurufanu va esdevenir sultà. Després de la sortida portuguesa es va descobrir que tots els ulemes del país havien mort i no restava cap xeic maliquita en vida. En aquells anys l'alim maldivià Muhammad Djamal al-Din Huvadu, natiu de l'atol d'Huvadu (Suvadiva) al sud, que havia estudiat molts anys als centres xafiïtes de l'Hadramaut i Zabid (Iemen), va retornar casualment a les illes i va desembarcar a Malé sent immediatament nomenat cadi per Takurufanu i en endavant el madhhab xafiïta va substituir al maliquita com a ritus oficial.
El 1602 el francès Pyrard va naufragar a l'atol de Malosmadu i hi va restar presoner per cinc anys. Quan els holandesos van dominar Ceilan el Sultanat de les Maldives va quedar sota influència holandesa que mai es va fer efectiva més que en el comerç. El 1796 els britànics van ocupar Ceilan i nominalment van assolir el protectorat de les illes que no es va fer efectiu. El britànic tinent Christopher, en servei oficial d'inspecció, va desembarcar a les illes el juny de 1834 i hi va restar fins al setembre de 1835 publicant les seves observacions al Journal of the Royal Asiatic Society, vol. VI. O.S., que foren la base pel coneixement de les illes durant força temps. El 1887 el protectorat fou reconegut per un acord amb el sultà Ibrahim Nur al-Din.

### Dominació britànica
La primera constitució fou adoptada el 1932. El 21 de febrer de 1952 va morir el sultà Abdul Majid Didi que no havia volgut prendre possessió i vivia a Egipte. El govern estava dirigit pel seu fill Farid Didi al front d'un consell executiu, però aquest va morir poc després i el parlament va designar a Muhammad Amin Didi com a sobirà. Amin Didi, un progressista que dirigia l'únic partit de les illes, el Partit Popular Progressista, va refusar el tron i va organitzar un referèndum que va proclamar la república. Mentre estava absent a Ceilan el seu vicepresident Ibrahim Hilmi Didi va donar un cop d'estat i va organitzar un govern revolucionari; quan Amin va tornar sense saber res, fou arrestat; al cap de 4 mesos Ibrahim va proposar a Amin repartir el poder: Ibrahim seria president i Amin primer ministre però quan es van presentar a Malé va esclatar una revolta popular instigada per elements clericals i conservadors i foren fets presoners i enviats al desterrament a altres illes; Amin va morir poc després el 19 de gener de 1954 i els projectes reformistes es van acabar. Nominalment Ibrahim Didi romania president interí però un consell dirigit pels conservadors tenia el poder i va organitzar un referèndum que el 7 de març de 1954 va restablir la monarquia. Ibrahim Nasir va pujar al càrrec de primer ministre el 1957.
El 1956 es va negociar el lloguer del atoll d'Addu on 1958 els britànics van establir una base a l'illa de Gan; el sultà rebutjava la base al cap de poc el primer ministre Ibrahim Nasir va voler renegociar l'acord i els atols de Suvadiva i Addu, beneficiats per la presència de la base aeronaval a Gan, es van oposar a Ibrahim i es van independitzar com a República Unida de Suvadiva (1959); finalment Maldives va haver d'acceptar la base militar i la república de Suvadiva es va reintegrar al país 1963.

### Independència
El 26 de juliol de 1965, les Maldives van obtenir la independència; el Regne Unit va conservar les bases de Gan i Hitaddu. El març de 1968 un referèndum popular va proclamar l'abolició del Sultanat de les Maldives i la proclamació de la república l'11 de novembre de 1968. El poder creixent de Nasir fou en endavant el dominant havent de fer front a diversos cops d'estat; el 1978 en les eleccions fou escollit Maumoon Abdul Gayoom, que si bé al principi era popular va començar a trobar oposició primers dels islamistes i, influenciada la població pels visitants estrangers amb l'augment del turisme, pels liberals. Finalment el 2008, i contra tot pronòstic, el cap de l'oposició (Partit Democràtic de Maldives fundat el 2005) Mohamed Nasheed, va guanyar les eleccions i fou proclamat president l'11 de novembre de 2008. L'octubre de 2009 va celebrar un consell de ministres sota el mar per alertar que el creixement de les aigües amenaça de submergir les illes Maldives, que tenen altures d'entre 3 i 20 metres.

## Administració britànica
Les illes constituïen un sultanat amb títol i rang hereditaris. Del sultà depenien sis wazirs o ministres d'estat dels quals el primer era anomenat durimind, equivalent a cap o general de l'exèrcit, però per sobre tenia al fandiari, gran sacerdot i jutge, segon personatge del sultanat després del mateix sultà. També personatges destacats eren el hindigeri o mestre de duanes i tresorer, i el amir al-bahr, o mestre del port. Tots residien a Malé. Cada atol pagava un impost fixat en proporció al seu producte; el comerç amb estrangers s'havia de fer des de la capital. La rúpia índia es va introduir a les illes a la segona meitat del segle xix.
El sultanat depenia políticament del govern de Ceilan. El sultà enviava cada any una ambaixada al governador reclamant la protecció i presentava el seu tribut. Popularment es parla de 12.000 illes (equivalent local de 10.000), però políticament els atols considerats eren 13 i el sultà portava el títol de Dolos Assa Ral Tera Atholon o rei de les 13 províncies i 12.000 illes. Els tretze atols eren de nord a sud: 
- Tilladumati, amb 17 illes habitades
- Milladumadu, 32
- Paddipholo, 2
- Malosmadu, 30
- Ari, 13
- Mali o Male, 8
- Phalidu, 5
- Moluk, 8
- Nillandu, 13
- Collomandu
- Adumati, 12
- Suvadiva o Suadiva, 17
- Addu, 7

Això donava 175 illes habitades.

## Població i llengua
El nombre de la població al segle xix era desconeguda i les estimacions anaven entre vint mil i dos-cents mil. La seva llengua presenta influències singaleses i existeixen evidències d'un antic passat budista. S'han trobat a les illes tres tipus de caràcters escrits a murs i tombes, els més antics el dewehi kakura, dels primers habitants, conservat als atols del sud; l'àrab; i el gabali-tana, que escriu la llengua comuna a totes les illes. Al segle xix es consideraven un lloc poc saludable amb moltes malalties pels llacs, i massa calor.

## Política
Les Maldives són una república presidencialista, és a dir, on el President és cap d'estat i de govern. El president és elegit per cinc anys, per vot secret del parlament i ratificat després per un referèndum.

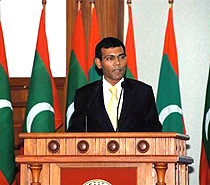
Mohamed Nasheed, ex-President de les Maldives.

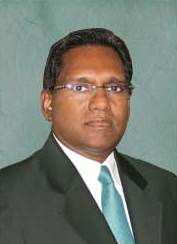
Dr Mohammed Waheed Hassan, President de les Maldives.

El poder legislatiu l'ostenta un parlament unicameral, la Majlis de Maldives, composta per cinquanta membres, quaranta-dos elegits per sufragi universal i 8 nomenats pel president. Es renova cada cinc anys.
Fins al 2005 les Maldives tenien un sistema unipartidista dominat pel Partit Dhivehi Rayyithunge. Aquest any es van legalitzar els partits polítics, sent el Partit Demòcrata de les Maldives el principal referent opositor. El 29 d'octubre de 2008 les primeres eleccions pluripartidistes del país van donar la victòria a l'antic pres polític Mohamed Nasheed, triomf que va ser reconegut pel president Maumoon Abdul Gayoom donant així pas a un profund però serè canvi de govern. El retorn per les urnes al règim democràtic va ser àmpliament registrat i comentat per la premsa internacional.
El dimarts 7 de febrer de 2012 el president Mohamed Nasheed va renunciar al seu càrrec amb motiu de les revoltes populars i el motí policial a conseqüència de la detenció del jutge suprem, simpatitzant de l'anterior president del país, propulsor de les eleccions democràtiques que conduirien a la presentació lliure de diversos partits polítics i la separació en els tres poders de l'estat, davant d'una situació que s'entén com una vulneració del poder judicial al país. El vicepresident, Mohammad Waheed Hassan, va assumir el poder després de la renúncia.
Dins de les seves accions governamentals de major impacte es troba haver explorat la possibilitat que en efecte el seu país desaparegui a causa de l'escalfament climàtic, expressant la necessitat de preveure un desplaçament massiu de les Maldives. Una altra mesura de relleu ha estat la seva iniciativa d'eliminar a escala nacional pràcticament totes les emissions de gasos d'efecte d'hivernacle pel 2020.
El 30 de setembre de 2023, el candidat de l'oposició Mohamed Muizzu va guanyar la segona volta de les eleccions presidencials de les Maldives, superant el president en funcions, Ibrahim Solih, amb el 54% dels vots.

## Geografia
Les Maldives es troben a l'oceà Índic, uns 770 quilòmetres del sud-oest de l'Índia. És gairebé tot pla, i té molt poc relleu. Les Maldives mantenen el rècord de ser el país més pla del món, amb una altitud màxima de només 1,8 metres a l'illa Vilingili, a l'atol Addu. Els informes indiquen una perillosa pujada del mar.
L'arxipèlag està compost per a prop de 1.190 illes coral·lines agrupades en una doble cadena de 26 atols, seguint una direcció nord-sud, ocupant una extensió de prop de 90.000 km², pel que es tracta d'un dels països més dispersos del món. Els atols s'estenen entre la latitud 7a 6'30 N i la 0° 42′30 S, i les longituds 72° 32′30 E i 73r. 46'15 E. Estan compostos per esculls de corall vius i barreres de corall, situades al cim d'una cadena submarina de 960 km que sorgeix abruptament de les profunditats de l'oceà Índic. Només al sud d'aquesta barrera de corall hi ha dos passos segurs per a la navegació d'un costat a un altre de l'Índic a través del territori madivà.
La major illa de les Maldives és Gan, a l'atol Laamu.

## Clima
Les Maldives posseeixen un clima tropical moderat per la presència de l'oceà Índic, que determina una temperatura quasi constant al llarg de l'any. Molt rares vegades la temperatura descendeix per sota de 25 °C.
El clima de les Maldives està determinat pel sistema de monsons típic de certes regions tropicals i equatorials. Existeixen dos períodes importants: l'estació del monsó "sec" d'hivern (iruvai) que bufa des del nord-est des de novembre a març, que és l'època més fresca, i l'estació del monsó humit de l'estiu (hulhangu) que bufa del sud-oest des de maig a novembre. Aquesta última es caracteritza per vents més violents, i major precipitació. En els períodes intermedis de mitjan abril i de finals de novembre les condicions meteorològiques són molt benignes i les aigües posseeixen la seva màxima claredat.
La humitat és clarament inferior durant el monsó d'hivern.

## Economia
L'economia de les Maldives va ser per molts segles totalment depenent de la pesca i altres productes marins. És per això que la pesca ha/hi ha estat i encara roman sent la principal ocupació de la població. Aquest fet ha significat també que el govern li doni una prioritat especial al desenvolupament del sector pesquer.
A més de la pesca, una altra activitat que ha crescut durant els últims anys és el turisme. El seu desenvolupament ha creat directa i indirectament ocupació i ha generat oportunitats a altres àrees laborals, com en les indústries. En l'actualitat, el turisme és el major ingrés de moneda estrangera que percep el país, contribuint amb un 28% del PNB i el 60% de la renda originada de l'estranger. Amb 86 centres turístics en operació, l'any 2000 es va aconseguir la xifra de 467.174 turistes estrangers.

### Pesca
L'economia de les Maldives va ser durant molts segles totalment depenent de la pesca i dels productes que se'n deriven, i encara avui segueix sent la principal ocupació de la població. Això fa que el govern li doni prioritat especial al desenvolupament del sector pesquer.

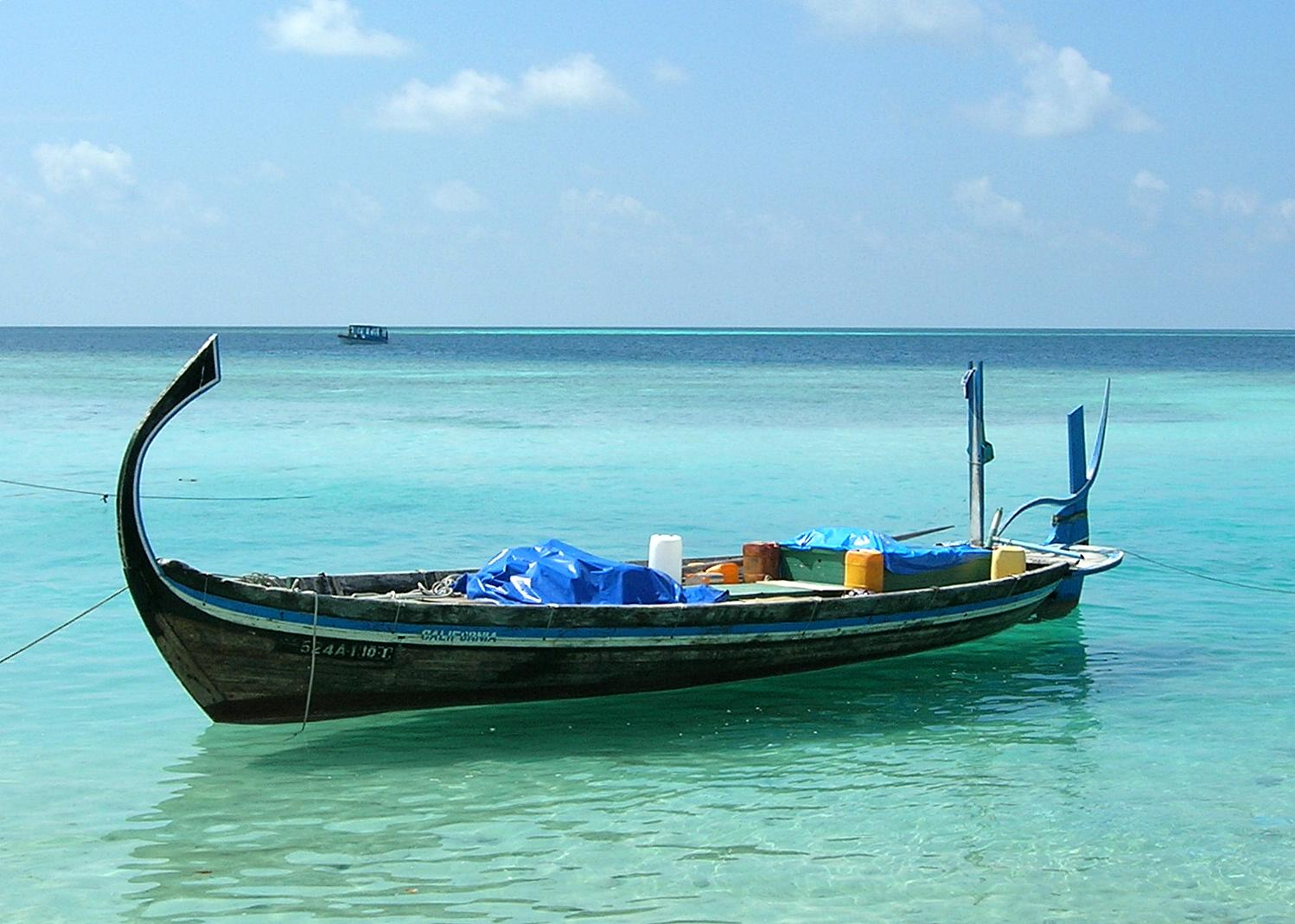
Doni, la barca tradicional de pesca de les Maldives.

La pesca s'ha desenvolupat en els últims temps de forma considerable. El 1974 es va mecanitzar el pot tradicional de pesca i tres anys després es va instal·lar una planta d'envasat de peix a l'illa de Felivaru. A més a més el 1979 es va crear un Comitè que assessora el govern sobre temes de pesca i fins i tot s'han inclòs temes relacionats amb la pesca en el currículum escolar. Gràcies a aquest desenvolupament i l'establiment de la Zona Econòmica Exclusiva de Maldives, la indústria pesquera contribueix amb més del 15% al PIB.

### Turisme
Després de la independència i el boom del turisme internacional, les Maldives van començar a rebre els primers turistes estrangers. Els italians van ser els qui "van descobrir" aquest destí per a les vacances, i encara avui ocupen la primera posició en nombre de visitants. El govern de les Maldives, recelós que el país perdés els seus costums i forma de vida davant d'una possible arribada massiva de turistes, va decidir dur a terme un estudi de viabilitat per a l'explotació turística del país. Va encarregar aquest estudi a una consultora danesa, que no obstant això va declarar inviable aquesta possibilitat, però va fer certes recomanacions: separar la població local de la turista, dedicant illes sempre deshabitades a establiments hotelers; admetre només un nombre limitat de turistes l'any, cosa que sembla haver aconseguit pels elevats ingressos necessaris per gaudir d'aquesta destinació, i mantenir l'entorn natural en les mateixes condicions en què es trobava destinant gran part dels ingressos per turisme a la conservació, i poder així seguir explotant econòmicament les illes sense que perdin l'atractiu.
L'èxit del país amb el turisme, amb el seu model de gestió, es deu a la riquesa cromàtica de les aigües i a l'abundància de la vida subaquàtica, com ho demostra ser una de les primeres destinacions de bussejadors del món. Per les característiques tropicals i el valor afegit dels complexos hotelers, s'ha convertit en una destinació molt apreciada pel turisme de luxe. Els europeus representen la majoria dels visitants amb una mica més d'un 75% del total. Segons el país d'origen, predominen els provinents d'Itàlia (20%), Regne Unit (18%) i Alemanya 12%, encara que també hi un bon nombre de turistes d'economies desenvolupades d'Àsia com el Japó o Singapur o d'emergents, i és aquest continent el que més augmenta darrerament en el nombre de turistes que arriben a les Maldives.

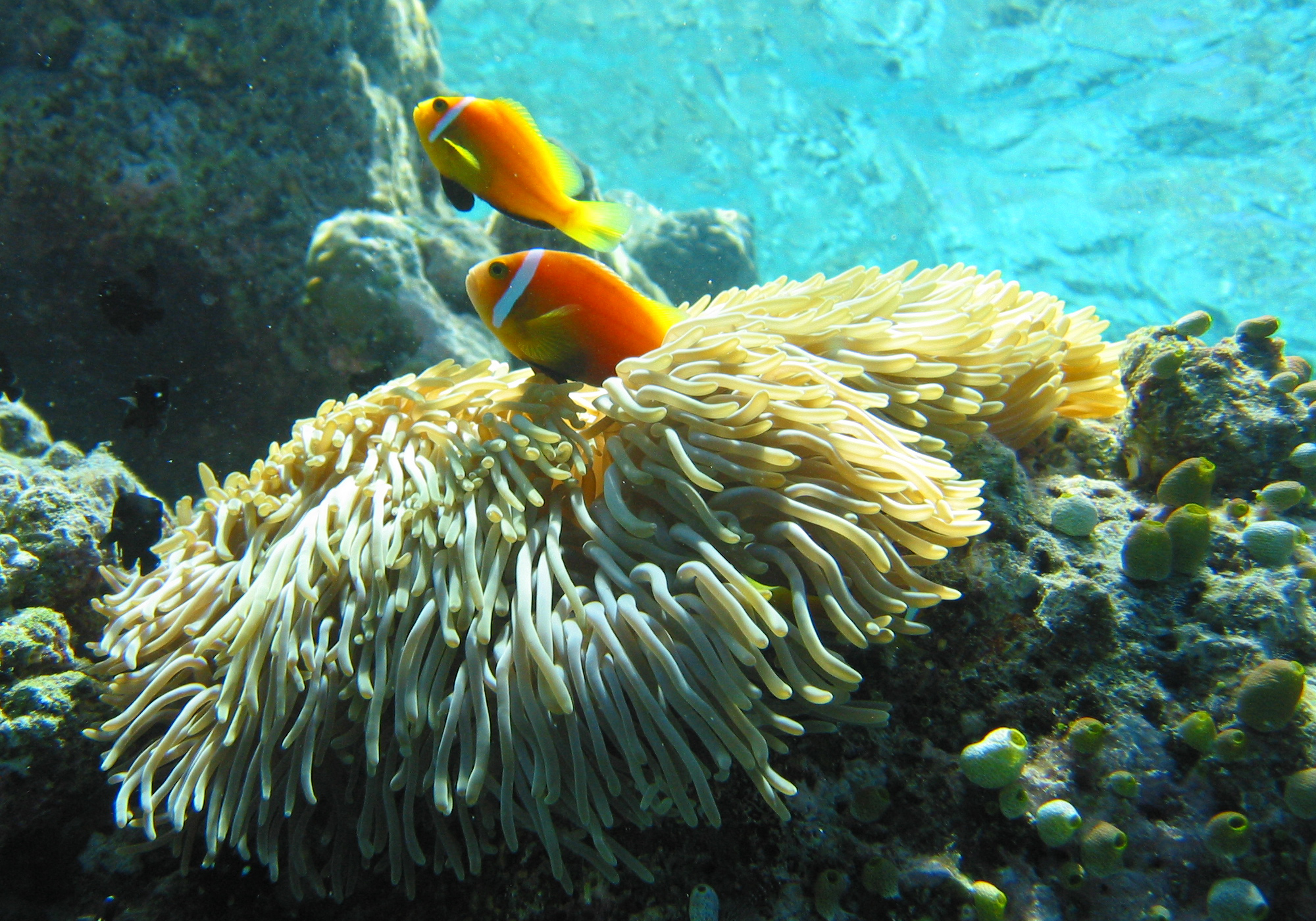
Peixos i anemones a les Maldives.

El desenvolupament del turisme, que ha creat ocupació de manera directa i indirecta, va començar a principis dels anys 1970. En l'actualitat, el turisme és responsable del major ingrés de moneda estrangera al país, contribuint amb un 33% del PNB i un 80% de les reserves en divises. Amb 86 centres turístics en operació, l'any 2000 es va assolir la xifra de 467.174 turistes estrangers, quantitat que el 2007 s'havia elevat a 650.000. El 2010 existien més de 100 resorts. Aquesta projecció internacional, però, també ha fet el país i la seva infraestructura més vulnerable a accions del terrorisme internacional.
El president Mohamed Nasheed va disposar el 2008 que amb els quantiosos ingressos del turisme es constituiria un fons per comprar territori al continent, preveient l'èxode nacional causat per l'escalfament climàtic.

## Demografia

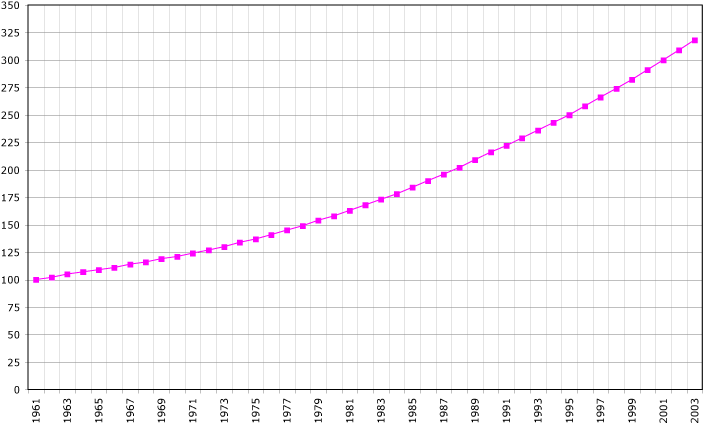
Evolució de la població entre 1961 i 2003 (xifres de la FAO de 2005 en milers d'habitants).

Les Maldives comprenen un grup del voltant de 1.900 illes a l'oceà Índic. Probablement els seus primers pobladors van procedir del sud de l'Índia i van ser parlants indo-europeus de Sri Lanka, durant els segles IV aC i V aC. Al segle xii van arribar a les illes navegants des d'Àfrica de l'est i països aràbics. En l'actualitat, la identitat ètnica de les Maldives és una conjunció d'aquestes cultures, reforçada per la religió i l'idioma. Originàriament budistes, els singalesos van ser convertits al sunnisme a mitjan segle xii. L'islam és la religió oficial.
L'any 2007 les Maldives té una població de 369.000 habitants. L'esperança de vida és de 64 anys. El 97,2% de la població està alfabetitzada. La mitjana de fills per dona és de 4,78, una de les taxes més elevades del món, la qual cosa està provocant un creixement poblacional mai vist en la història del país.
L'idioma oficial és el dhivehi (l'escriptura és anomenada Thaana), una llengua indo-europea relacionada amb el singalès, l'idioma oficial de Sri Lanka. El sistema d'escriptura thaana és de dreta a esquerra. L'anglès és àmpliament utilitzat per al comerç i de manera creixent, és un mitjà d'ensenyament a les escoles governamentals.
Segons les dades del cens de març de 2006, les principals poblacions són: Malé (104.403 habitants), Hithadhoo (9.407 habitants) i Fuvammulah (7.642 habitants).